# Kumi Showji
Kumi Showji (障子久美, Shōji Kumi), née le 25 mai 1964 à Hikone, Shiga, au Japon, est une chanteuse de J-pop des années 1990, auteur compositrice et interprète. Son nom est orthographié Showji sur ses albums, bien qu'on puisse aussi le trouver transcrit en Shoji, Shōji, Shouji, Shohji, selon les méthodes de transcription communes.

## Discographie

### Albums
- Rhythm of Silence (1990)
- Motion & Emotion (1990)
- Prime (1991)
- Because It's Love (1992)
- Scope of Soul (1993)
- Act 2 Room 11011 (1995)
- Sittin' on the Air (1997)
- Jammin' Soul Market (2000)

Compilations
- The BEST OF (2001)
- Golden Best in Victor Years (2009)

### Singles
- Wander　(1990.06.21)
- Into Your Heart
- あの頃のように　(1991.05.09)
- Misty Rainy Day　(1993.04.21)
- Time!　(1993.07.21)
- One and Only Love　(1995.11.21)
- もう一度あなたと出逢いたい　(1997.01.21)
- Ai no Naka de (愛の中で)　(2000.07.01)